# Wołost Pożeriewickaja
Wołost Pożeriewickaja (ros. Пожеревицкая волость) – jednostka administracyjna (osiedle wiejskie) wchodząca w skład rejonu diedowiczskiego w оbwodzie pskowskim w Rosji.
Centrum administracyjnym osiedla jest wieś (ros. деревня, trb. dieriewnia) Pożeriewicy.

## Geografia
Powierzchnia osiedla wynosi 824,2 km².

## Historia
26 stycznia 1995 roku wszystkie sielsowiety obwodu pskowskiego zostały przemianowane na wołostie, co skutkowało również powstaniem wołosti Pożeriewickaja.

## Demografia
W 2020 roku osiedle wiejskie zamieszkiwało 1240 mieszkańców.

## Miejscowości
W skład jednostki administracyjnej wchodzi 159 miejscowości (wyłącznie dieriewnie): Abonieżenka, Apolicha, Artiuszkino, Artiuszkino, Bazykowo, Bolszoj Ostrowok, Bolszoje Gorodiszcze, Borisowo, Borok, Bujewo, Charitonowo, Chiłowo, Choriłowo, Chrypino, Cwień, Czegurino, Diagielcewo, Diriny Gorki, Doroganiec, Drozdowo, Dubje, Dubrowka, Filippowo, Filistowo, Gołowkino, Gorianki, Gorodno, Gorodok, Goruszka, Gory, Griebło, Guszczeno, Iwancewo, Iwańkowo, Jam, Jamok, Jewaszkowo, Jurjewo, Kamieniec, Kamienka, Kapustino, Karpowo, Karuszeno, Karzino, Kiwieriewo, Klimowo-Kisieli, Kniaziewo, Kobylak, Kolanicy, Konobrodowo, Kopylewo, Korolicha, Kostkowo, Koziulki, Kriwiec, Kriwkowo, Kryłowo, Kurowa Gora, Kustowo, Kuzniecowo, Lelanowo, Lichaczewo, Liniewo, Lipowik, Lisiczeno, Łamowo, Łukoszkowo, Łużok, Małyj Ostrowok, Markowo, Miaczkowo, Michajłowo, Michalewo, Mokrowo, Mołokowo, Morozowo, Mosznikowo, Nartowo, Nawierieżje, Niwki, Nowiny, Nowosielicy, Obłuczje, Obuchowiec, Okład, Ołochowo, Ostrije, Ostrownica, Ostrowno, Owsiannikowo, Palicy, Pieńkowo, Pieszkowo, Pietrowo, Pietrowo, Płotiszno, Pokrowskoje, Porieczje, Poszybajłowo, Pożeriewicy, Pridatkowo, Prochwotałowo, Prudy, Pustoszka, Rakitino, Riumieniec, Rownoje, Ruczji, Rybino, Rytica, Safronowo, Samsonowo, Sawino, Sidorieniec, Sidorkowo, Siekirki, Sielco, Siergowo, Sjezd, Skubiec, Sorokino, Sysojewo, Szałgino, Szarowo, Szulgino, Szurłowo, Tielatnikowo, Tielegina-Gora, Timonino, Timoszkino, Toporowo, Trofimowo, Trubieckoje, Ułazowo, Usadiszcze, Uza, Uzkaja Guba, Wialcewo, Wiazowica, Worotowo, Wyszegorod, Zabołotje, Zacharkino, Zachonje, Zagorje, Zagorje, Zagorowje, Zaklinje, Zakriuczje, Zakriuczje, Zalesje, Zamoszje, Zaniewo, Zaozierje, Zaozierje, Zieńkino, Zujkowo, Żedricy, Żeriebcowo.